# Europavej E4
E4 (officielt E04) er en Europavej i Sverige til Finland. 
Den begynder i Torneå ved E08 og slutter mellem Helsingborg og Helsingør hvor den går over i E55, som fortsætter til Gedser.
Syd for Gävle er hele vejen motorvej. Nord for Gävle findes der ikke mange motorvejsdele. Som i Danmark har europaveje i Sverige ikke yderligere nationale numre.
Torneå – Haparanda – Kalix – Luleå – Piteå – Skellefteå – Umeå – Örnsköldsvik – Timrå – Sundsvall – Gävle – Uppsala – Stockholm – Södertälje – Nyköping – Norrköping – Linköping – Jönköping – Helsingborg